# Antoine Tibord du Chalard
Antoine Tibord du Chalard est un homme politique français né le 25 mars 1766 à Felletin (Creuse) et mort le 29 novembre 1850 à Felletin.

## Biographie
Procureur du roi sous l'Ancien Régime, puis avocat à Felletin, il est député de la Creuse de 1816 à 1820 et de 1827 à 1831, siégeant au centre droit, avec le groupe des constitutionnels.

## Sources
- « Antoine Tibord du Chalard », dans Adolphe Robert et Gaston Cougny, Dictionnaire des parlementaires français, Edgar Bourloton, 1889-1891 [détail de l’édition]